# 江﨑鐵磨
- 江崎鉄磨
- 江﨑鐵磨
- 江﨑鉄磨

江﨑 鐵磨（えさき てつま、1943年〈昭和18年〉9月17日 - ）は、日本の政治家。勲等は旭日大綬章。
衆議院議員（8期）、内閣府特命担当大臣（沖縄及び北方対策、消費者及び食品安全、海洋政策）、領土問題担当大臣、自由民主党総務会長代理を歴任した。姓は「江崎」とも、名は「鉄磨」とも表記される。
父は元通商産業大臣の江﨑真澄。異母弟は元衆議院議員の江﨑洋一郎。

## 来歴

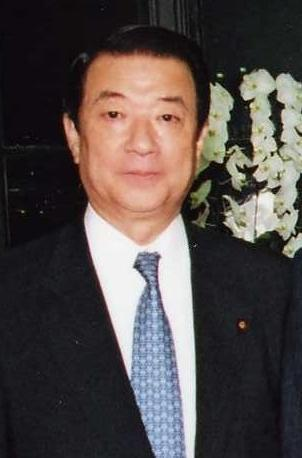
江﨑鐵磨（2006年）

愛知県一宮市に生まれる（現在は一宮市時之島に在住）。一宮市立向山小学校、一宮市立南部中学校、愛知県立一宮高等学校卒業。1967年3月、立教大学文学部教育学科卒業。同年4月、少林寺拳法の開祖である宗道臣の秘書となる。1971年1月から衆議院議員の父・江﨑真澄の秘書を務める。1986年、一宮サッカー連盟会長に就任。
1992年10月28日、経世会の会長が小渕恵三に選ばれると、これを不服とする派内の小沢一郎のグループは羽田孜を代表とする政策集団「改革フォーラム21」（羽田派）を結成すると発表した。
同年12月初め、父親の江﨑真澄は次期衆院選には出馬せず、地盤を三男の鐵磨に譲る意向を表明した。このとき真澄は「鐵磨は羽田派から出る(羽田派から出馬する)」と言い切った。
1993年、学校法人一宮女学園（現：修文学院）理事に就任。

### 衆議院議員
1993年6月18日、野党が提出した内閣不信任決議案は自民党羽田派が賛成したことから可決し、衆議院が解散。当時、愛知県には羽田派に属する議員がいなかったため、父の江﨑真澄は旧岐阜1区の松田岩夫を窓口に羽田派と接触を行っていた。
6月22日、鐵磨は一宮市、江南市、丹羽郡選出の江﨑真澄系県議5人とともに上京。砂防会館の真澄の事務所を訪れた。5人の県議はそれぞれの選挙区の事情を踏まえ、羽田派が設立しようとしている新党に行くか自民党公認で行くかについて意見を述べ、鐵磨は父親に向かって「羽田派とともに新しい時代の政治改革に取り組みたい」と言った。真澄が「君の選択を尊重する」と「裁可」を下し、行くべき道が決まった。父子はその後、紀尾井町の羽田孜の事務所を訪問。羽田代表から「お互いに同士としてがんばりましょう」と激励を受けた。6月22日に自民党を離党した羽田派は6月23日に新生党を設立した。
7月18日に行われた第40回衆議院議員総選挙に新生党(羽田派)の公認で当時の愛知3区より立候補し、初当選を果たした。7月31日、衆院選にからみ一宮市議の古田弘が公選法違反容疑で逮捕された。1994年、新生党(羽田派)や他の政党が合流する新進党の結成に参加。
小選挙区比例代表並立制が導入された1996年の第41回衆議院議員総選挙では愛知10区から新進党公認で立候補し、再選される。羽田孜と小沢一郎の対立のあとの新進党解党後の1998年には小沢一郎を党首とする自由党の結党に参加し、財団法人日本武道館の評議員も務めた。
2000年4月3日、自由党の中で自自公連立政権の連立解消を望む小沢一郎らのグループと連立維持を望むグループとが対立し、連立維持を望むグループが離党し、新たな政党「保守党」を設立。江﨑も同党に参加した。4月5日に発足した第1次森内閣で外務総括政務次官に就任。6月の第42回衆議院議員総選挙に保守党公認で出馬するも、自民党公認で出馬した鈴木雅博との間で連立与党支持層や保守層の票が分散し民主党の元職・佐藤観樹に敗れ現職の外務統括政務次官ながら落選した。保守党は比例重複立候補をしなかったため、比例復活もなかった。
2003年の第43回衆議院議員総選挙に保守党の後継政党である保守新党公認で立候補し僅差で佐藤を破り、国政に返り咲く。選挙後、保守新党の解党により自由民主党に入党。

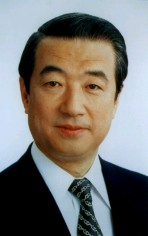
国土交通副大臣在任時の江﨑

2005年の第44回衆議院議員総選挙で4期目の当選。第3次小泉内閣で国土交通副大臣（災害対策関係施策、国土関係施策及び社会資本整備関係施策の総括）に就任する。
2009年の第45回衆議院議員総選挙で民主党の杉本和巳に敗れ落選。
2012年の第46回衆議院議員総選挙で4候補を破り、5期目の当選を果たす。みんなの党に移った杉本は比例復活で当選。落選中に所属派閥の旧二階派が志帥会（当時：伊吹派）に併合されたため、江﨑の新たな所属先も二階俊博らと同じ志帥会となった。ほどなくして伊吹が衆議院議長に就任するため離党し派閥を離脱したため、二階が新しい志帥会の会長に就き、同派の通称は以前の所属派閥と同じく「二階派」となった。
2013年10月15日、衆議院法務委員長に就任。
2014年の第47回衆議院議員総選挙で6選。
2015年2月の一宮市長選挙では当初、元総務官僚の中野正康の支持を決めていたが、一転、元市議の神戸健太郎を支持、結果、神戸は次点で中野に敗れた。同年4月の江南市長選では現職の堀元を支援したが、堀は元市議で新人の沢田和延に敗れ落選。一宮市と江南市は愛知10区の大部分を占める主要都市で、江﨑の看板が地元選挙区で通用しなくなってきていることが露呈する形となった。
2016年1月4日に衆議院消費者問題に関する特別委員長に就任した。

### 内閣府特命担当大臣

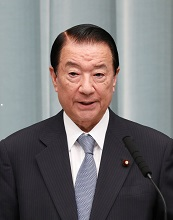
2017年8月3日、内閣府特命担当大臣就任時の会見にて

2017年8月3日、第3次安倍第3次改造内閣で内閣府特命担当大臣（沖縄及び北方対策・消費者及び食品安全・海洋政策）、領土問題担当大臣に任命され初入閣した。
同年10月の第48回衆議院議員総選挙は自民党の比例定年制のため重複立候補せず愛知10区のみで立候補し、希望の党の安井美沙子、日本維新の会の杉本和巳、日本共産党の新人ら3人の候補者を破り、7選を果たした。
2018年2月19日、周囲から体調不良を指摘され夜になって自らの足で病院へ向かい、そのまま入院。翌20日に菅義偉官房長官が入院の事実と、軽度の脳梗塞の疑いがあることを明らかにした。同日より公務も取りやめとなった。入院の結果、一過性脳虚血発作と診断され、24日にはいったん退院したが、26日になって再入院。翌27日に特命担当大臣を辞任した。後任には福井照が同日付で就任した。

### 大臣辞任後

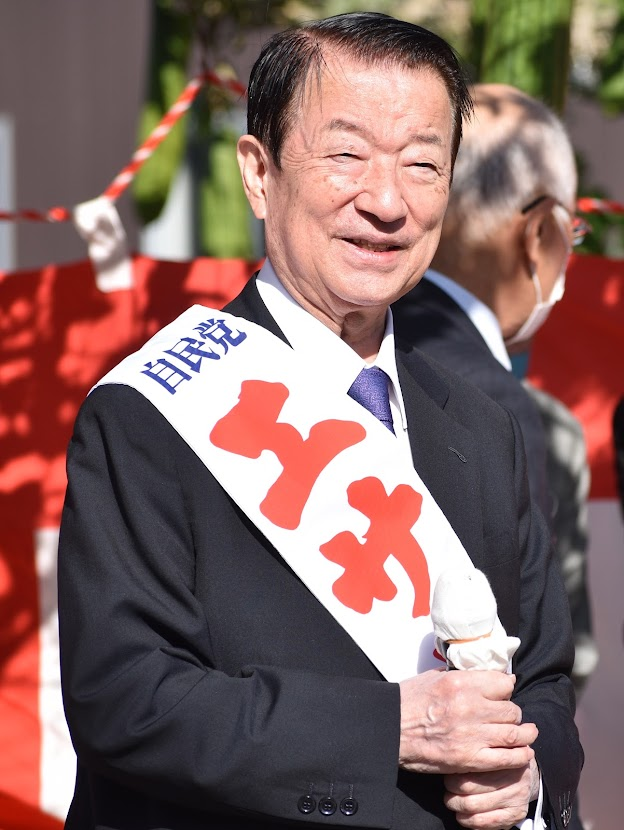
2021年10月23日、愛知県江南市小杁町にて

2019年10月31日に発生した火災による首里城の消失をうけ、自民党の都市公園緑地対策特別委員長として早期復元着手など9項目で構成する「都市公園整備の促進に関する緊急決議」を行い、国土交通省と党に申し入れた。対応した赤羽一嘉国土交通大臣は「首里城は国営公園で、大切な文化財。国交省を先頭に政府を挙げてしっかり取り組む」と答え、首里城を再建する意向を示した。
2020年7月2日、二階俊博自民党幹事長と岸田文雄自民党政調会長が東京・紀尾井町の日本料理店で会食した際、同じ二階派の林幹雄元経済産業大臣や岸田派の根本匠元厚生労働大臣、小野寺五典元防衛大臣らと共に同席した。岸田、小野寺、江﨑らはかつて国対委員長を務めていた二階のもとで野党対策に汗を流した仲で、当時の思い出話に花を咲かせたという。
2021年9月29日に行われた自由民主党総裁選挙において、1回目投票と決選投票いずれも、ただ一人白票を投じた。
同年10月の第49回衆議院議員総選挙では、愛知県下の多くの選挙区で野党共闘が実現した中、愛知10区では立憲民主党、日本共産党、れいわ新選組、日本維新の会から4人の候補者が出て乱立。さらに、無所属での出馬を表明していた今村洋史も直前で東京15区に移るなど、終始江﨑に有利な情勢が続いた。この結果、与野党の大物候補や高齢候補が落選する中、愛知県下で最高齢の候補者でありながら8選を果たした。
同年11月16日、総務会長代理に起用された。
2022年1月から6月まで衆議院で33回、参議院で32回開かれた第208回国会本会議における欠席回数は5回で、衆議院議員では北村誠吾、河野太郎に次いで3番目に多かった。
同年9月27日に行われた故安倍晋三国葬儀には体調不良を理由に欠席した。
同年12月23日、衆院小選挙区の定数を「10増10減」する改正公選法が28日に施行されるのを前に、自民党は第50回衆議院議員総選挙の公認予定者となる支部長を決定。愛知10区のうち江南市、岩倉市、丹羽郡扶桑町、大口町が新設の愛知16区に移ったが、江崎は出身地であり、父・真澄から受け継いだ地盤を有する一宮市がある愛知10区の支部長に就任した。
2024年9月27日に行われた自民党総裁選挙において小林鷹之の推薦人に名を連ねた。1回目の投票では小林に投じ、得票数1位の高市早苗と2位の石破茂が進んだ決選投票は白票を投じた。
総裁選挙後の同年10月5日、次期総選挙に出馬しない意向であることが明らかにされた。10月6日、自民党愛知県連は後任候補として、江崎の政策秘書を務める若山慎司を選定した。
2025年春の叙勲で旭日大綬章を受章。

## 閣僚として

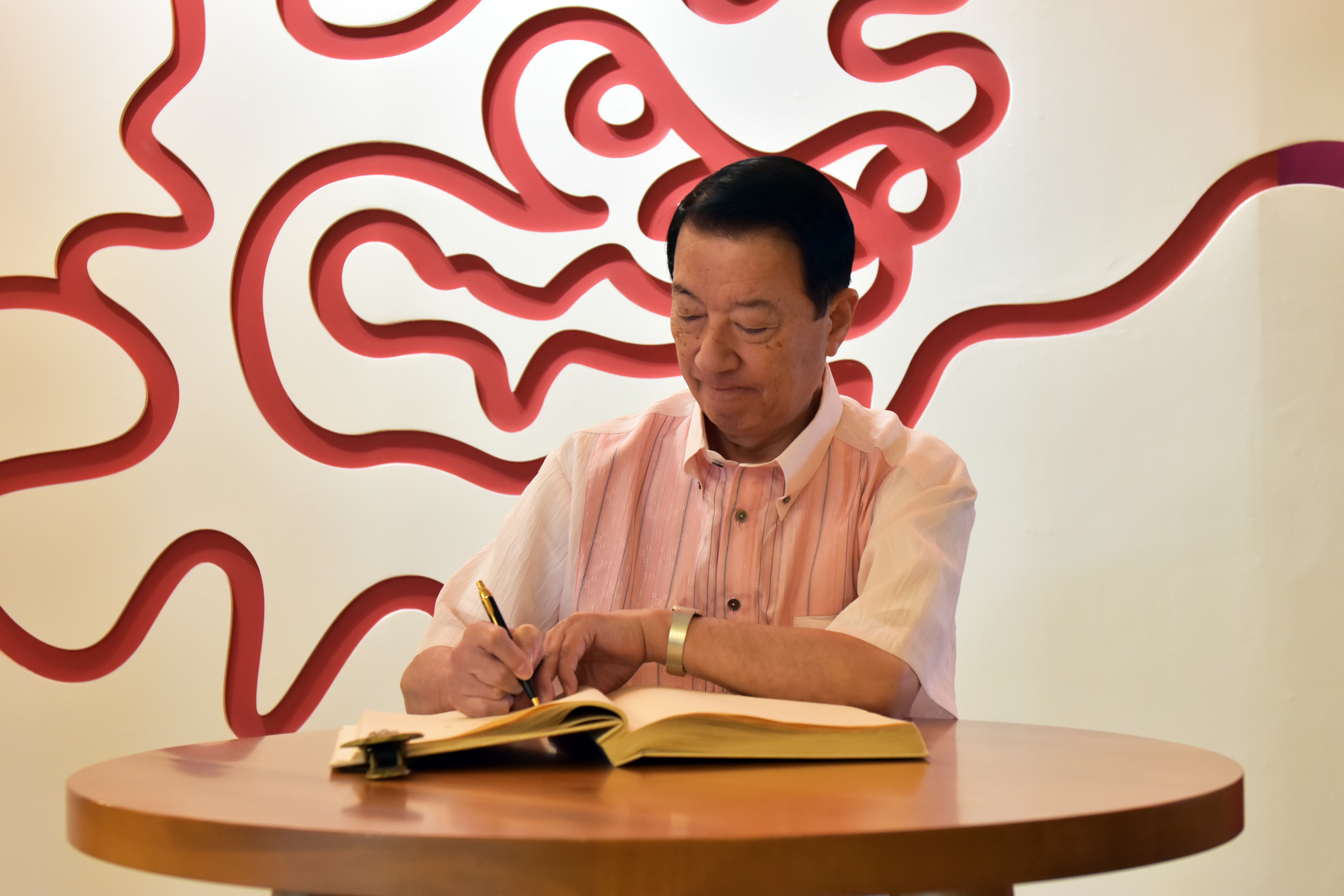
2017年8月9日、沖縄県恩納村の沖縄科学技術大学院大学にて

- それまで大臣を務めた経験がなかった江崎は、2017年に安倍首相から閣僚就任を打診され、73歳という高齢を理由に一度は固辞した。それを知った所属派閥（志帥会）の領袖である二階俊博自由民主党幹事長から「君は私より4年も若い」と説得され、閣僚に就任した[39]。
- 8月5日、地元の愛知県一宮市で記者団に国会での対応方針について「北方領土問題に関しては素人」「しっかりお役所の原稿を読ませていただく。答弁書を朗読かな」と発言したほか、入閣そのものが「重荷だったの。はっきり言って」と心情を吐露した[40][41]。
- 同年8月8日、米軍普天間飛行場の輸送機オスプレイの墜落事故を受け、「日米地位協定をもう少し見直さないと。直すところは直すという交渉に、といった気持ちを持っている」「私は門外漢だが、そういう（見直しの）気持ちを持っている」と発言した。本来沖縄の振興開発、生活基盤の整備などを所管する役職であり、外交・防衛案件である基地問題に言及することは異例であり、多方面に衝撃が走った。しかし、同日中に「安倍政権で2度、大きな見直しを実施している。今後とも米国に言うべきことはしっかり言い、目に見える改善を積み重ねていく中であるべき姿を追求していくべきではないか」と説明を補足し、あくまでも政府の方針に沿った考えであることを示した[42]。
- 2018年の成人の日に発生したはれのひ事件について閣議後の記者会見において消費者問題担当大臣として、「成人を迎えた方がどれだけ楽しみにしていたか。賠償をしても済まない」とはれのひを非難し[43]、今回の問題についても「想定外の問題だった。消費者庁として国民生活センターなどと連携して情報提供を行っていきたい」と述べ、消費者庁が「はれのひ」の経営状態や過去のトラブルについて情報収集を進め、被害の実態把握や被害者への情報提供に取り組む考えを表明した。そのうえで、消費生活センターに相談するよう呼びかけを行った。
- 2018年2月7日の衆議院予算委員会で「北方領土の日」を「沖縄北方の日」と、8日には平成30年度予算案に計上された沖縄振興一括交付金の概算要求段階からの減額幅「65億円」を「650万円」と間違えた。さらに翌9日には19世紀後半に明治政府が琉球を併合した「琉球処分」を「沖縄処分」と発言し、訂正した。発言の訂正は3日連続だった[44]。このような言い間違いに批判の声が上がったが、間もなく江﨑は脳梗塞を発症し、これ以降答弁に立つことはなかった。

## 人物、エピソード
- 1993年の初当選以来、新進党や自由民主党への入党など一貫して二階俊博と政治行動を共にした二階側近議員の最古参[45]。保守新党出身者のうち、現在も二階と同じ派閥に属する衆議院議員は江﨑ただ一人であり[注 2]、二階からは「てっちゃん」の愛称で呼ばれている[46]。
- 選挙カーのナンバープレートの数字は「770」だがこれは、再起を懸けた第43回衆議院議員総選挙にて、当初優勢と報じられたが実際は接戦であり、かろうじて民主党の佐藤観樹を破った時の票差であり、一票の重みを忘れないためにナンバープレートの数字に採用したとのこと[47]。
- NPO法人日中国会議員書画展実行委員会が運営する日中国会議員書画展へ書画を提供している[48]。
- 江﨑自身としては2014年の衆議院解散をもって政界から引退することを表明していたが、地元からの強い要望により出馬し、6度目の当選を飾る[49]。「これで最後」と決めていたものの、2017年の内閣改造で国務大臣に就任した直後に衆院を解散されたため、再度出馬し7回目の当選を果たした。さらに、2021年の選挙でも不出馬の意向を固めていたが、周囲から後継を名乗り出る者がいなかったことからやむなく出馬し、結果的に8回当選している[50][51]。
- 世襲に反対であるため、後継者選びに苦労しており、本会議で隣席であった竹下亘とのエピソードをよく引用する。江﨑が「おい竹下さん、後継決まった？」と尋ねたところ竹下は「俺生きとる間は中々決まらん。皆遠慮しちゃう」と返していた[要出典]が、その言葉通り、竹下が2021年9月17日に亡くなると、瞬く間に後継が決まったというものである。竹下の選挙区である島根2区では、竹下の後継として公募で選ばれた元島根県議の高見康裕が当選し、自民党の議席を守った。
- 父はかつての自民党の実力者のひとりだった江﨑真澄、政治の師は現在の自民党の実力者の二階俊博ということもあり、いつ入閣してもおかしくはなかったが、「党にへつらって良いポストに就きたいとはさらさら思わない」と述べるなど入閣に対しては意欲的でなかった[49]。
- 選挙区の丹羽郡扶桑町には3代に渡り江﨑を支えた地方政治家の一族、鯖瀬、片野一家がおり、鯖瀬優、片野春男が鐵磨の父・真澄を、春男と現在の扶桑町長、鯖瀬武が鐵磨を支持したことから、第49回衆議院議員総選挙に8選を目指して出馬した鐵磨は出陣式の挨拶の中で会場に応援に訪れた鯖瀬武に触れ、「鯖瀬町長は3代に渡る江﨑の支持者でありました。」と発言した[52]。なお、2022年（令和4年）に公職選挙法が改正され、扶桑町は江崎の地盤である愛知10区から愛知16区へと移った[53][54]。
- キャッチコピーは「正直な政治」[55][56]。若手時代に江﨑と同じ新進党に所属していた野田佳彦元首相は「江﨑氏は極めて正直な人。だから正直に（入閣の打診を）断ったのだろう」と述べた[57]。
- 無類の酒好きで知られ、国務大臣就任に際した記者会見前にも元気付けのために酒を飲んでいて、安倍晋三首相（当時）から叱責されたことがある[58]。初閣議の直後には慣例で日本酒が出されることになっており、江﨑の「酒好き」を知る安倍は「江﨑さん飲んだらダメですよ」と声をかけた。しかし、江﨑は二杯目も口にしたため、安倍は「ダメだダメだ、江﨑さん。これから会見なんだから」と諭したが、江﨑は「これで勢いがついて、舌が滑らかになります」と切り返した。閣議の前の認証式でも、天皇からのドン・ペリニヨンのシャンパンを飲んでいたという[要出典]。
- 2017年の内閣改造で二階はベテランながら入閣していない山本拓と平沢勝栄、桜田義孝、福井照の4人を推薦したといわれる。二階らは彼らの中から選ばれるものだと思っていたが、当初安倍が選んだのは伊吹文明だった。しかし、伊吹は入閣を固辞したため白羽の矢が立ったのが江﨑だった。しかし、当の江﨑は入閣には関心がなく、安倍からの電話に秘書が応じたときも「どちらのアベさんでしょうか？」という有様だったという[59]。
- かつてはトヨタ・コロナマークⅡに乗っていた。結婚してからの40年間は「ボルボ一筋」と豪語するほどの車好きだったが、視野が狭くなったと感じたため、2018年に免許を返納した[60]。
- 2018年5月30日、長男を装った詐欺の電話があったが、妻が警察に通報したため難を逃れた[61]。

### 統一教会との関係
- 2006年5月、統一教会（現・世界平和統一家庭連合）の関連団体である天宙平和連合（UPF）が集団結婚を兼ねた「祖国郷土還元日本大会」を国内12か所で開催[62][63]。このうち名古屋市で行われた大会に祝電を送った[64]。
- 2017年9月6日、統一教会の関連団体「世界日報社」のインタビューに応じた[65]。

## 家族・親族

### 江崎家
- 父 - 江崎真澄（衆議院議員、総務庁長官、通商産業大臣、自治大臣、防衛庁長官）
- 異母弟 - 江崎洋一郎（衆議院議員）

### 細貝家
- 岳父 - 細貝義雄（第一屋製パン創業者）
- 義兄 - 細貝理栄（第一屋製パン第2代社長）
- 義甥 - 細貝正統（第一屋製パン第5代社長）

### 略系図
|  |  |          |          |          |          | 細貝義雄 | 細貝義雄 | 細貝義雄 | 細貝義雄 | 細貝義雄   | 細貝義雄   |            |            |            |            | 江崎益子 | 江崎益子 | 江崎益子 | 江崎益子 | 江崎益子 | 江崎益子 |          |          | 江崎真澄 | 江崎真澄 | 江崎真澄 | 江崎真澄 | 江崎真澄   | 江崎真澄   |            |            | 江崎節子   | 江崎節子   | 江崎節子 | 江崎節子 | 江崎節子 | 江崎節子 |  |  |  |  |  |  |  |  |
|  |  |          |          |          |          | 細貝義雄 | 細貝義雄 | 細貝義雄 | 細貝義雄 | 細貝義雄   | 細貝義雄   |            |            |            |            | 江崎益子 | 江崎益子 | 江崎益子 | 江崎益子 | 江崎益子 | 江崎益子 |          |          | 江崎真澄 | 江崎真澄 | 江崎真澄 | 江崎真澄 | 江崎真澄   | 江崎真澄   |            |            | 江崎節子   | 江崎節子   | 江崎節子 | 江崎節子 | 江崎節子 | 江崎節子 |  |  |  |  |  |  |  |  |
|  |  |          |          |          |          |          |          |          |          |            |            |            |            |            |            |          |          |          |          |          |          |          |          |          |          |          |          |            |            |            |            |            |            |          |          |          |          |  |  |  |  |  |  |  |  |
|  |  |          |          |          |          |          |          |          |          |            |            |            |            |            |            |          |          |          |          |          |          |          |          |          |          |          |          |            |            |            |            |            |            |          |          |          |          |  |  |  |  |  |  |  |  |
|  |  | 細貝理栄 | 細貝理栄 | 細貝理栄 | 細貝理栄 | 細貝理栄 | 細貝理栄 |          |          | 江崎阿紀子 | 江崎阿紀子 | 江崎阿紀子 | 江崎阿紀子 | 江崎阿紀子 | 江崎阿紀子 |          |          |          |          | 江﨑鐵磨 | 江﨑鐵磨 | 江﨑鐵磨 | 江﨑鐵磨 | 江﨑鐵磨 | 江﨑鐵磨 |          |          | 江崎洋一郎 | 江崎洋一郎 | 江崎洋一郎 | 江崎洋一郎 | 江崎洋一郎 | 江崎洋一郎 |          |          |          |          |  |  |  |  |  |  |  |  |
|  |  | 細貝理栄 | 細貝理栄 | 細貝理栄 | 細貝理栄 | 細貝理栄 | 細貝理栄 |          |          | 江崎阿紀子 | 江崎阿紀子 | 江崎阿紀子 | 江崎阿紀子 | 江崎阿紀子 | 江崎阿紀子 |          |          |          |          | 江﨑鐵磨 | 江﨑鐵磨 | 江﨑鐵磨 | 江﨑鐵磨 | 江﨑鐵磨 | 江﨑鐵磨 |          |          | 江崎洋一郎 | 江崎洋一郎 | 江崎洋一郎 | 江崎洋一郎 | 江崎洋一郎 | 江崎洋一郎 |          |          |          |          |  |  |  |  |  |  |  |  |
|  |  |          |          |          |          |          |          |          |          |            |            |            |            |            |            |          |          |          |          |          |          |          |          |          |          |          |          |            |            |            |            |            |            |          |          |          |          |  |  |  |  |  |  |  |  |
|  |  | 細貝正統 |          |          |          |          |          |          |          |            |            |            |            |            |            |          |          |          |          |          |          |          |          |          |          |          |          |            |            |            |            |            |            |          |          |          |          |  |  |  |  |  |  |  |  |

## 主張・政策
- 憲法9条の改正と集団的自衛権の行使に反対[66]。
- アベノミクスを評価する[66]。
- 原発は日本に必要でない[66]。
- 村山談話・河野談話を見直すべきでない[66]。
- ヘイトスピーチの法規制に賛成[66]。
- 特定秘密保護法は日本に必要だ[66]。
- 選択的夫婦別姓制度の導入に反対している[67]。
- 原子力発電所の再稼働に反対している[68]。
- 2017年8月8日、終戦記念日前後に靖国神社を参拝するかどうかを問われると、「十数年来、靖国は出かけていない。理由はできうれば分祀かな」と述べ、A級戦犯の分祀が望ましいとの考えを示した[42]。
- カジノを含む統合型リゾート (IR) 実施法案について、「賭け事で金もうけする考えは間違っている」と公言し、6月の衆院本会議採決を欠席した[69]。

## 選挙歴
| 当落 | 選挙                   | 執行日         | 年齢 | 選挙区    | 政党       | 得票数     | 得票率 | 定数 | 得票順位 /候補者数 | 政党内比例順位 /政党当選者数 |
| ---- | ---------------------- | -------------- | ---- | --------- | ---------- | ---------- | ------ | ---- | ------------------ | ---------------------------- |
| 当   | 第40回衆議院議員総選挙 | 1993年07月18日 | 49   | 旧愛知3区 | 新生党     | 11万3958票 | 22.15% | 3    | 2/9                | /                            |
| 当   | 第41回衆議院議員総選挙 | 1996年10月20日 | 53   | 愛知10区  | 新進党     | 11万820票  | 46.44% | 1    | 1/7                | /                            |
| 落   | 第42回衆議院議員総選挙 | 2000年06月25日 | 56   | 愛知10区  | 保守党     | 8万6416票  | 31.58% | 1    | 2/5                | /                            |
| 当   | 第43回衆議院議員総選挙 | 2003年11月09日 | 60   | 愛知10区  | 保守新党   | 10万7369票 | 45.63% | 1    | 1/3                | /                            |
| 当   | 第44回衆議院議員総選挙 | 2005年09月11日 | 61   | 愛知10区  | 自由民主党 | 14万622票  | 52.71% | 1    | 1/3                | /                            |
| 落   | 第45回衆議院議員総選挙 | 2009年08月30日 | 65   | 愛知10区  | 自由民主党 | 10万3704票 | 36.52% | 1    | 2/3                | /                            |
| 当   | 第46回衆議院議員総選挙 | 2012年12月16日 | 69   | 愛知10区  | 自由民主党 | 9万6548票  | 41.44% | 1    | 1/5                | /                            |
| 当   | 第47回衆議院議員総選挙 | 2014年12月14日 | 71   | 愛知10区  | 自由民主党 | 9万1978票  | 44.49% | 1    | 1/4                | /                            |
| 当   | 第48回衆議院議員総選挙 | 2017年10月22日 | 74   | 愛知10区  | 自由民主党 | 8万8171票  | 39.01% | 1    | 1/4                | /                            |
| 当   | 第49回衆議院議員総選挙 | 2021年10月31日 | 78   | 愛知10区  | 自由民主党 | 8万1107票  | 35.01% | 1    | 1/5                | /                            |

## 所属団体・議員連盟
- 自民党たばこ議員連盟[70]
- みんなで靖国神社に参拝する国会議員の会

## 役職歴

### 内閣
- 内閣府特命担当大臣（沖縄及び北方対策担当・消費者及び食品安全・海洋政策）（第3次安倍第3次改造内閣）
- 領土問題担当大臣（第3次安倍第3次改造内閣）
- 国土交通副大臣（第3次小泉内閣）
- 外務総括政務次官（第1次森内閣）

### 衆議院
- 消費者問題に関する特別委員長
- 法務委員長
- 国家基本政策委員会理事

### 政党
- 自由民主党交通安全対策特別委員長
- 自由民主党国土強靭化総合調査会副会長
- 自由民主党災害対策特別委員長
- 自由民主党副幹事長
- 保守新党副幹事長
- 保守党副幹事長
- 自由党国会対策・総務副委員長
- 新進党青年局長
- 新進党幹事長補佐役

### その他員
- 愛知県なぎなた連盟会長
- 一宮サッカー連盟会長

## 秘書
- 若山慎司[71]（衆議院議員、1期）
- 栗本実樹男[71]

元秘書
- 平松利英（愛知県議会議員）
- 朝日将貴（愛知県議会議員）